# Abbaye du Neufmoustier
 (mai 2019).
Si vous disposez d'ouvrages ou d'articles de référence ou si vous connaissez des sites web de qualité traitant du thème abordé ici, merci de compléter l'article en donnant les références utiles à sa vérifiabilité et en les liant à la section « Notes et références ».
L'abbaye du Neufmoustier est un ancien monastère qui fut fondé par Pierre l'Ermite, vers 1100, à Huy, en Belgique, sur le territoire de l'actuelle province de Liège. À l'origine prieuré augustin, il fut élevé au rang d'abbaye en 1208. Le monastère ferma définitivement en 1797 et fut mis en vente comme bien national. Il passa de main en main au cours du XIXe siècle et certaines parties furent détruites. Il est aujourd'hui protégé en tant que patrimoine culturel.

## Histoire

### Origines
Pierre l'Ermite fonda vers 1100 une communauté religieuse qui s'établit au Neufmoustier, un quartier alors marécageux, proche de la Meuse et de la ville de Huy. Le prieuré fut bâtie sur un fond allodial appartenant au comte de Clermont-sur-Meuse, qui fut compagnon de voyage de l'Ermite à Jérusalem. Pierre mourut au Neufmoustier le 8 juillet 1115 où il fut inhumé.
L'église priorale fut consacrée le 21 septembre 1133 par Alexandre de Juliers, prince-évêque de Liège et c'est à cette date que le statut de la communauté fut fixé sur la règle de saint Augustin. C'est en 1208 que le prieuré fut érigé en abbaye.

### Patrimoine de l'abbaye
Outre un droit de pêche qui lui assurait son ravitaillement, l'abbaye possédait des moulins à la Goffe et à Brisevilain, des maisons sur les deux rives de la Meuse, de nombreuses rentes, ainsi que des droits de patronat sur les églises de Saint-Nicolas-à-l'Apleit et de Saint-Étienne-au-Pont-des-Chaînes. L'abbaye possédait également l'église de Gée.

### Le bien auxXVIIIeetXIXesiècles
Le général de brigade Lecourbe y avait installé sa résidence dès 1794. Les moines quittèrent définitivement l'abbaye en 1797. Le bien fut mis en vente comme bien national le 6 mai 1798 et acheté par Jean Goswin, fabricant d'armes à Liège. L'aile sud-ouest du quadrilatère ainsi que l'église construite au XVIe siècle furent alors détruites. Vers 1816, Goswin céda le bien à madame Lecourbe et en 1834, il était aux mains du baron de Catus. Charles Goswin, devenu propriétaire le 31 janvier 1854 transforma l'hôtel abbatial en château aménagé par l'architecte Vierset-Godin, actuellement propriété de la ville de Huy.

### Le bien auxXXeetXXIesiècles
La voûte gothique, à réseau, s'effondra vers 1925. Seules deux ailes du cloître gothique, restaurées par la ville en 1939, subsistent aujourd'hui.
Le site qui fait l'objet d'un classement en 1959 est à l'abandon en 2022,.

## Architecture
L'abbaye formait un quadrilatère dont le côté méridional était occupé par une église en croix latine. Saumery décrit également une crypte soutenue par des colonnades. L'abbaye fut considérablement remaniée aux XVIe et XVIIe siècles.
Une statue à l'effigie de Pierre l'Ermite, une croix à la main, fut inaugurée le 21 novembre 1858. Érigée à l'initiative de Charles Godin, cette statue est l’œuvre du sculpteur liégeois Jean-Joseph Halleux.

## Personnalités liées à l'abbaye

### Liste des abbés
- vers 1100-1115 : Pierre l'Ermite
- 1530-1546 : Nicolas de Maves
- 1546-1569 : Léonard Desteux ou de Theux (25e abbé)
- ?-1627 : Winand Périlleux
- 1627-1635 : Érasme de Xhenceval
- 1635-1636 : Pierre Bellamy
- Cassien de la Ruelle
- 1682-1691 : Nicolas Dauvin ou d'Avin (35e abbé)
- Henri de Noiron
- 1749-1771 : Théodore-Eustache de Ponty de Pontillas
- 1776 : François-Joseph-Ignace de Lemède

### Liste des moines connus
- Sébastien de Courtejoye d'Alleur (?-4 avril 1618), chanoine régulier.
- Jean de Vierset
- Nicolas de Longpré
- Thomas de Seny
- Thierry d'Amay
- Jean Comitis
- Guillaume d'Ombret
- Jean d'Oha
- Henri de Chesne